# Ichthyoceros
Ichthyoceros es una especie extinta de pez de la familia Trewavasiidae, del orden Pycnodontiformes. Vivió durante la época del Cenomaniense.